# Vrolijke Frans
Vrolijke Frans is een sprookje uit Kinder- und Hausmärchen, de verzameling van de gebroeders Grimm, met als nummer KHM81. De oorspronkelijke naam is Bruder Lustig.

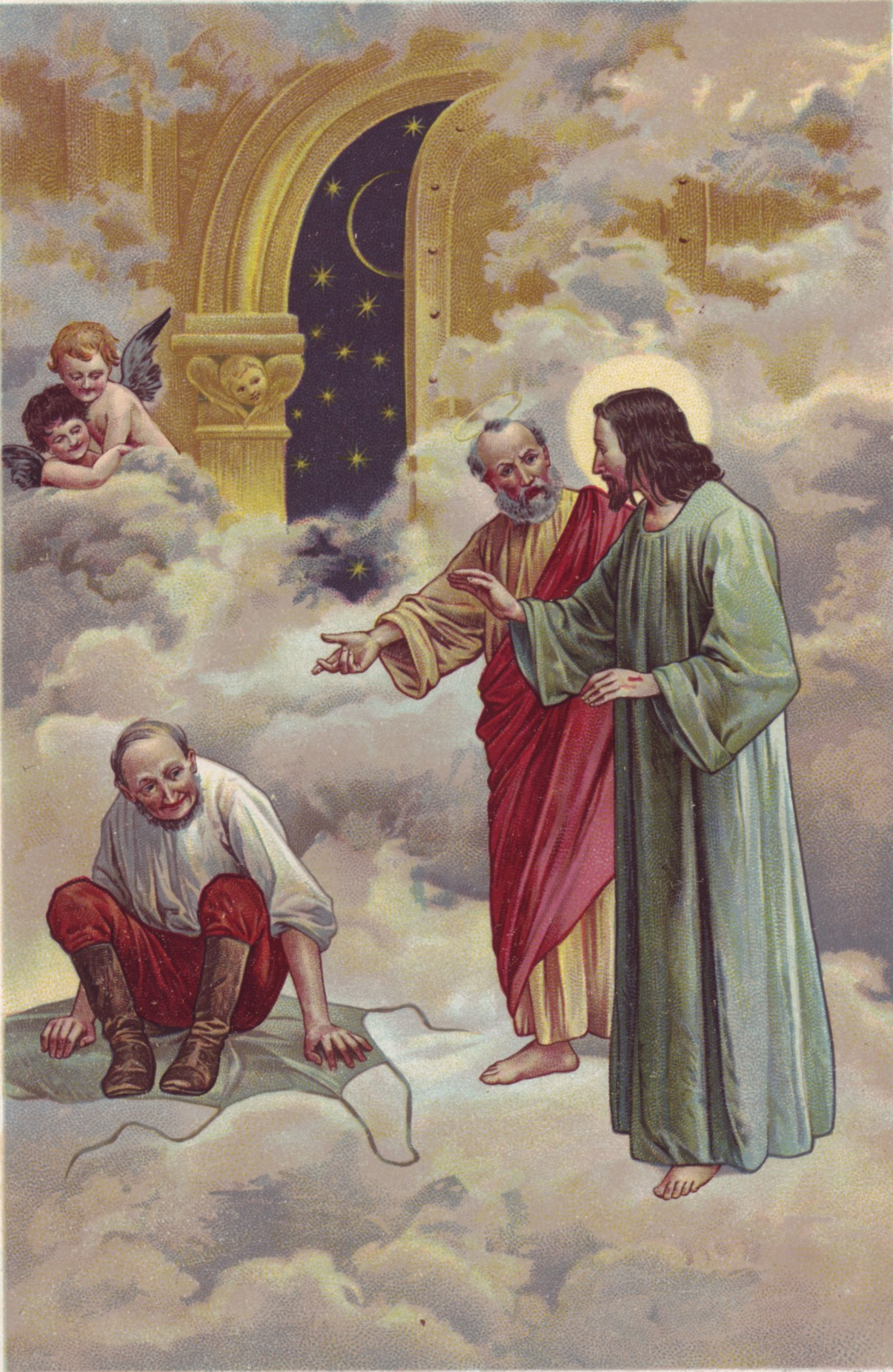
Afbeelding bij een sprookje uit Tsjechië, Věnceslav Černý, 1902

## Het verhaal
Na een oorlog worden de soldaten ontslagen, ook Vrolijke Frans. Hij krijgt een klein kommiesbroodje en vier duiten. Sint-Petrus staat als bedelaar langs de weg en hoort het verhaal van Vrolijke Frans, die hem toch een vierde van zijn broodje en één duit geeft. In een andere gedaante ontmoet Sint-Petrus opnieuw Vrolijke Frans en de gebeurtenissen herhalen zich. Een derde maal gebeuren de dingen en Vrolijke Frans geeft het derde kwart van het broodje en één duit. Vrolijke Frans gaat naar een herberg en eet het brood, hij bestelt bier voor één duit. Hij trekt verder en ontmoet Sint-Petrus in de gedaante van een afgedankte soldaat. Vrolijke Frans vertelt dat hij geen bezittingen heeft en de afgedankte soldaat zegt dat hij de helft van wat hij verdient zal krijgen.
Het tweetal komt bij een huisje en hoort gejammer, een boer ligt op sterven en zijn vrouw huilt. Sint-Petrus haalt een zalfje uit zijn zak en geneest de zieke. Als beloning krijgen ze een lam, maar Sint-Petrus slaat dit af. Vrolijke Frans wil het lam wel, maar moet dit dan zelf dragen. In het bos kookt Vrolijke Frans het lam en Sint-Petrus vraagt hem te wachten met eten tot hij terug is. Maar Vrolijke Frans heeft honger en eet het hart van het lam op. Als de afgedankte soldaat terugkomt, wil hij alleen het hart en de rest is voor Vrolijke Frans. Vrolijke Frans vertelt dat het lam geen hart heeft en Sint-Petrus zegt dat hij het dier kan opeten. De helft stopt Vrolijke Frans in zijn ransel en ze lopen verder.
Ze moeten door een grote stroom en Vrolijke Frans laat de afgedankte soldaat voorop lopen. Het water komt tot aan de knieën, maar bij Vrolijke Frans tot aan zijn nek. Hij zegt dat hij niet het hart heeft opgegeten en het water stijgt tot aan zijn lippen. Sint-Petrus wil hem niet laten verdrinken en laat het water zakken. Ze horen over een zieke koningsdochter en Vrolijke Frans wil haar helpen voor de beloning. Sint-Petrus loopt erg langzaam en het opjagen door Vrolijke Frans lukt niet. De koningsdochter sterft voordat ze aankomen en Sint-Petrus vertelt dan dat hij ook doden kan laten leven. Vrolijke Frans wil het halve koninkrijk en ze komen in het paleis.
Sint-Petrus snijdt de ledematen van de dode en gooit ze in een ketel water. Het vlees wordt van de botten gekookt en Sint-Petrus rangschikt ze netjes op de tafel. In de naam van de Heilige Drievuldigheid laat hij de dode opstaan, en bij de derde oproep gebeurt dit. Sint-Petrus wil geen beloning en de koning ziet dat Vrolijke Frans wel graag iets wil hebben. De ransel wordt vol goud gestopt en Sint-Petrus verdeelt dit in drieën; een voor hem, een voor Vrolijke Frans en een voor degene die het hart van het lam heeft opgegeten. Vrolijke Frans vertelt dat hij diegene is en neemt twee delen goud. Sint-Petrus gaat alleen verder en Vrolijke Frans verspeelt zijn geld al snel. Vrolijke Frans is weer arm en hoort over een gestorven koningsdochter, hij biedt zijn diensten aan.
Hij kookt het vlees van de botten en legt deze op tafel, maar weet niet precies hoe de dingen moeten zijn. Driemaal zegt hij de vrouw om op te staan, maar er gebeurt niets. Dan komt Sint-Petrus als afgedankte soldaat en vraagt waarom de botten door elkaar liggen. Hij rangschikt ze goed en zegt dat dit de laatste keer zal zijn dat hij zal helpen. In de naam van de allerheiligste Drievuldigheid laat hij de dode opstaan. Vrolijke Frans is teleurgesteld omdat hij geen beloning mag aannemen. Vrolijke Frans neemt toch een ransel met goud mee en bij de poort ontmoet hij Sint-Petrus. Sint-Petrus vraagt waarom Vrolijke Frans toch een beloning heeft aangenomen en geeft de ransel magische kracht. Alles wat Vrolijke Frans wenst, zal erin zitten.
Vrolijke Frans komt in een herberg en geeft zijn geld uit. Hij ziet twee ganzen aan het braadspit en buiten wenst hij dat deze in zijn ransel zitten. Hij eet van een gans en ziet twee gezellen en geeft een gans. De mannen eten hem op in de herberg en de waardin ziet dit. De waard ziet dat de ganzen weg zijn en het tweetal wordt geslagen. Vrolijke Frans komt langs een kasteel en in de herberg is geen plaats. Uit het kasteel is nog nooit iemand teruggekeerd, maar Vrolijke Frans gaat er toch heen met wat eten uit de herberg. Hij valt in slaap en als hij 's nachts wakker wordt zijn er negen duivels in een kring aan het dansen. Hij vecht en wenst dat ze in zijn ransel zitten en gooit deze in een hoek van de kamer. Vrolijke Frans slaapt en de waard en de edelman vinden hem levend.

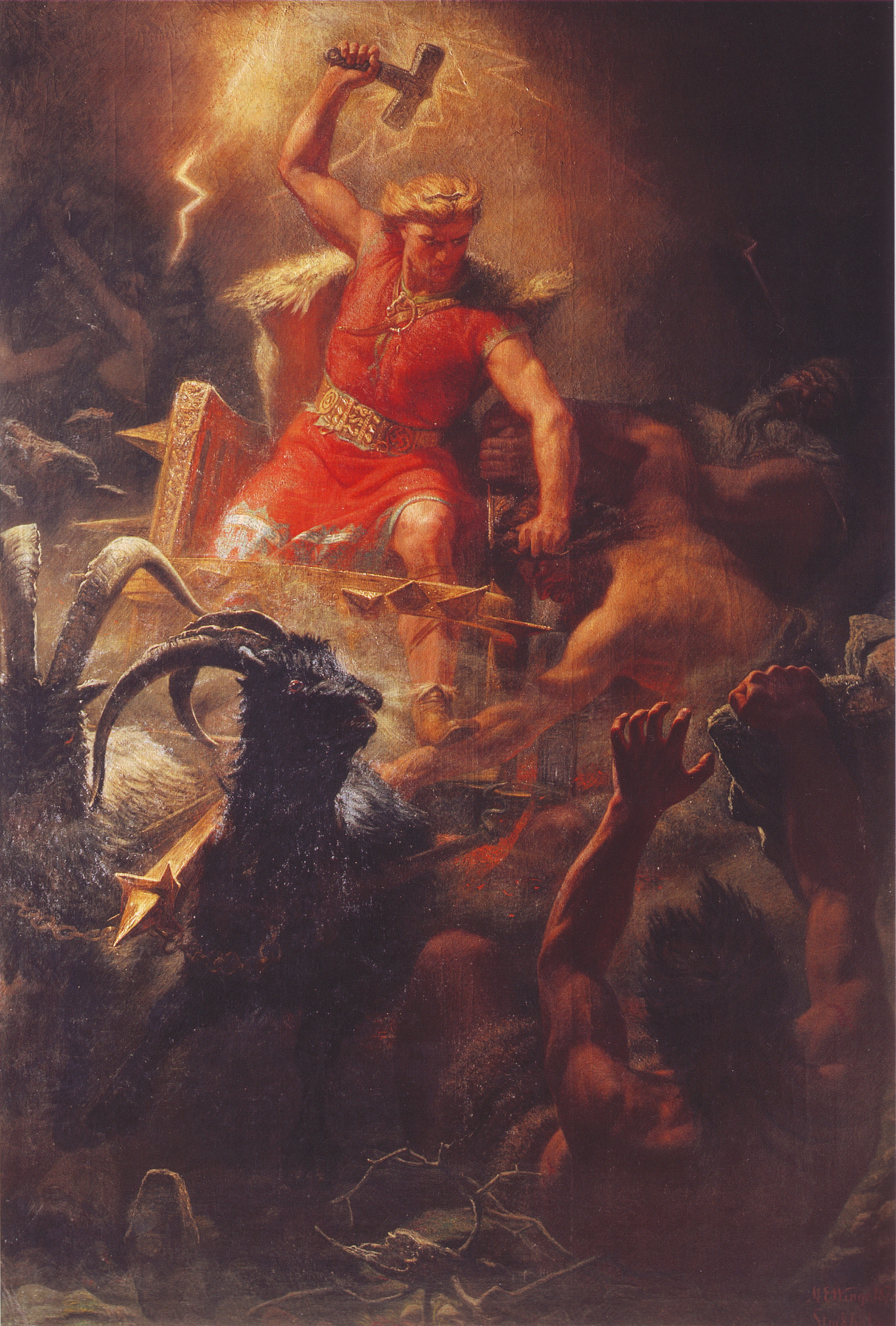
Thor

De edelman geeft een beloning en Vrolijke Frans komt bij een smederij en laat de smid op de ransel slaan. Acht duivels zijn dood, maar één leeft en gaat terug naar de hel. Vrolijke Frans leeft zijn leven en wordt oud, hij komt bij een kluizenaar die hem vertelt dat er twee wegen zijn. Via een brede gemakkelijke weg ga je naar de hel en via een smalle en moeilijke weg ga je naar de hemel. Vrolijke Frans neemt de brede weg en komt bij een zwarte poort. De poortwachter is de ontsnapte duivel en hij doet de poort dicht. Deze duivel gaat naar de hoogste duivel en Vrolijke Frans wordt weggestuurd. Vrolijke Frans gaat naar de hemel en Sint-Petrus laat hem niet binnen. Vrolijke Frans geeft zijn ransel dan aan Sint-Petrus en die hangt hem naast zijn stoel. Vrolijke Frans wenst zich in zijn ransel en Sint-Petrus moet Vrolijke Frans nu wel in de hemel laten.

## Achtergronden bij het verhaal
- Het sprookje komt uit Weitra (Bohemen) en was in dialect opgetekend.
- Er bestaan veel varianten van het sprookje.
- Soms is het een smid die drie wensen mag doen. In varianten komen Petrus en Paulus naar de aarde.
- De gebroeders Grimm vergelijken de smid met Thor uit de Noordse mythologie en de listige Sisyphos uit de Griekse mythologie.
- Drie wensen komen ook voor in De arme en de rijke (KHM87), De jood in de doornstruik (KHM110) en De witte en de zwarte bruid (KHM135).
- Sprookjes die zich gedeeltelijk in de hemel afspelen, of waar Petrus als hemelbewaker optreedt, zijn Het kind van Maria (KHM3), De kleermaker in de hemel (KHM35), Speelhans (KHM82), De dorsvlegel uit de hemel (KHM112), Het boerke in de hemel (KHM167), Jonkvrouw Maleen (KHM198) en in de kinderlegende De hemelse bruiloft (KHM209). Zie ook Hoe de Appingedammer in de hemel kwam.
- De soldaat komt in veel sprookjes voor, hij neemt het eigen lot in handen en dit loopt uiteindelijk goed af. Zie ook Met z'n zessen de hele wereld rond (KHM71), De roetzwarte broer van de duivel (KHM100), Berenpels (KHM101), Het blauwe licht (KHM116), De stukgedanste schoentjes (KHM133), De laars van buffelleer (KHM199), De avonturen van een soldaat en De veelgelovende koningsdochter.
- In Jan de ijzersterke gaat het om een soldaat en Onze Lieve Heer en Sint Pieter komen als bedelaar naar de aarde. Ook hier krijgt de hoofdpersoon een magische ransel. Aan het eind wenst hij echter de poortbewaker in de zak en komt na een dreigement pas binnen.